# KC Rebell/Diskografie
Diese Diskografie ist eine Übersicht über die musikalischen Werke des deutschen Rappers KC Rebell. Den Schallplattenauszeichnungen zufolge hat er bisher über 2,7 Millionen Tonträger verkauft. Seine erfolgreichsten Veröffentlichungen sind die Singles Murcielago und DNA mit jeweils über 400.000 verkauften Einheiten. Vor seiner Arbeit als Solokünstler war er zusammen mit PA Sports unter dem Namen SAW („Schwarz auf weiß“) aktiv.

## Alben

### Studioalben
| Jahr | Titel Musiklabel                       | Höchstplatzierung, Gesamtwochen, AuszeichnungChartplatzierungen (Jahr, Titel, Musiklabel, Platzierungen, Wochen, Auszeichnungen, Anmerkungen) | Höchstplatzierung, Gesamtwochen, AuszeichnungChartplatzierungen (Jahr, Titel, Musiklabel, Platzierungen, Wochen, Auszeichnungen, Anmerkungen) | Höchstplatzierung, Gesamtwochen, AuszeichnungChartplatzierungen (Jahr, Titel, Musiklabel, Platzierungen, Wochen, Auszeichnungen, Anmerkungen) | Anmerkungen                                                 |
| Jahr | Titel Musiklabel                       | DE | AT | CH | Anmerkungen                                                 |
| ---- | -------------------------------------- | --- | --- | --- | ----------------------------------------------------------- |
| 2011 | Derdo Derdo Life Is Pain Entertainment | — | — | — | Erstveröffentlichung: 27. Mai 2011                          |
| 2012 | Rebellismus Wolfpack Entertainment     | DE33 (1 Wo.)DE | — | CH97 (1 Wo.)CH | Erstveröffentlichung: 1. Juni 2012                          |
| 2013 | Banger rebellieren Banger Musik        | DE2 (3 Wo.)DE | AT5 (3 Wo.)AT | CH6 (2 Wo.)CH | Erstveröffentlichung: 3. Mai 2013 Verkäufe: + 40.000        |
| 2014 | Rebellution Banger Musik               | DE1 (12 Wo.)DE | AT3 (5 Wo.)AT | CH2 (7 Wo.)CH | Erstveröffentlichung: 30. Mai 2014 Verkäufe: + 85.000       |
| 2015 | Fata Morgana Banger Musik              | DE1 Gold · (13 Wo.)DE | AT1 (7 Wo.)AT | CH1 (11 Wo.)CH | Erstveröffentlichung: 12. Juni 2015 Verkäufe: + 100.000     |
| 2016 | Abstand Banger Musik                   | DE1 Gold · (23 Wo.)DE | AT4 (5 Wo.)AT | CH1 (7 Wo.)CH | Erstveröffentlichung: 25. November 2016 Verkäufe: + 100.000 |
| 2019 | Hasso Rebell Army                      | DE1 (20 Wo.)DE | AT4 (16 Wo.)AT | CH1 (9 Wo.)CH | Erstveröffentlichung: 19. April 2019                        |
| 2022 | Rebell Army                            | DE4 (3 Wo.)DE | AT18 (2 Wo.)AT | CH19 (2 Wo.)CH | Erstveröffentlichung: 20. Januar 2022                       |
| 2023 | Galgen Rebell Army                     | DE63 (1 Wo.)DE | — | — | Erstveröffentlichung: 15. Juni 2023                         |

### Kollaboalben
| Jahr | Titel Musiklabel                    | Höchstplatzierung, Gesamtwochen, AuszeichnungChartplatzierungen (Jahr, Titel, Musiklabel, Platzierungen, Wochen, Auszeichnungen, Anmerkungen) | Höchstplatzierung, Gesamtwochen, AuszeichnungChartplatzierungen (Jahr, Titel, Musiklabel, Platzierungen, Wochen, Auszeichnungen, Anmerkungen) | Höchstplatzierung, Gesamtwochen, AuszeichnungChartplatzierungen (Jahr, Titel, Musiklabel, Platzierungen, Wochen, Auszeichnungen, Anmerkungen) | Anmerkungen                                           |
| Jahr | Titel Musiklabel                    | DE | AT | CH | Anmerkungen                                           |
| ---- | ----------------------------------- | --- | --- | --- | ----------------------------------------------------- |
| 2017 | Maximum Banger Musik/WM Germany     | DE1 (13 Wo.)DE | AT1 (8 Wo.)AT | CH1 (6 Wo.)CH | Erstveröffentlichung: 16. Juni 2017 mit Summer Cem    |
| 2020 | Maximum III Banger Musik/WM Germany | DE2 (3 Wo.)DE | AT1 (3 Wo.)AT | CH8 (2 Wo.)CH | Erstveröffentlichung: 16. Oktober 2020 mit Summer Cem |
| 2021 | FNFZHN Banger Musik/WM Germany      | — | — | — | Erstveröffentlichung: 23. April 2021 mit Summer Cem   |

### Mixtapes
- 2011: Hoodmoney Freetape (Pottweiler.de)
- 2011: Hoodmoney Freetape 2 (Pottweiler.de)
- 2012: RapRebell

### EPs
- 2016: Rebell Army EP
- 2017: Optimum EP (mit Summer Cem)
- 2019: Baller EP
- 2020: Maximum III Bonus EP (mit Summer Cem)

## Singles

### Als Leadmusiker
| Jahr | Titel Album                       | Höchstplatzierung, Gesamtwochen, AuszeichnungChartplatzierungen (Jahr, Titel, Album, Platzierungen, Wochen, Auszeichnungen, Anmerkungen) | Höchstplatzierung, Gesamtwochen, AuszeichnungChartplatzierungen (Jahr, Titel, Album, Platzierungen, Wochen, Auszeichnungen, Anmerkungen) | Höchstplatzierung, Gesamtwochen, AuszeichnungChartplatzierungen (Jahr, Titel, Album, Platzierungen, Wochen, Auszeichnungen, Anmerkungen) | Anmerkungen                                                                                |
| Jahr | Titel Album                       | DE | AT | CH | Anmerkungen                                                                                |
| --- | --------------------------------- | --- | --- | --- | ------------------------------------------------------------------------------------------ |
| 2013 | Kanax in Paris Banger rebellieren | DE60 (1 Wo.)DE | AT66 (1 Wo.)AT | — | feat. Farid Bang                                                                           |
| 2014 | Kanax in Moskau Rebellution       | DE32 (1 Wo.)DE | AT43 (1 Wo.)AT | CH37 (1 Wo.)CH | feat. Farid Bang                                                                           |
| 2014 | Hayvan Rebellution                | DE78 (1 Wo.)DE | — | — | feat. Summer Cem                                                                           |
| 2014 | Egoist Rebellution                | DE65 (2 Wo.)DE | — | — | feat. Kollegah & Majoe                                                                     |
| 2015 | Bist Du real Fata Morgana         | DE15 (9 Wo.)DE | AT23 (9 Wo.)AT | CH52 (1 Wo.)CH | feat. Moé                                                                                  |
| 2015 | Augenblick Fata Morgana           | DE71 (1 Wo.)DE | — | — | feat. Summer Cem                                                                           |
| 2016 | Paper Abstand                     | DE53 (6 Wo.)DE | — | — |                                                                                            |
| 2016 | Leer Abstand                      | DE31 (6 Wo.)DE | AT50 (1 Wo.)AT | CH67 (1 Wo.)CH |                                                                                            |
| 2016 | Mosquitos Abstand                 | DE49 (7 Wo.)DE | — | CH78 (1 Wo.)CH | Erstveröffentlichung: 21. Oktober 2016                                                     |
| 2016 | TelVision Abstand                 | DE40 (3 Wo.)DE | AT52 (1 Wo.)AT | CH94 (1 Wo.)CH | feat. PA Sports, Kianush & Kollegah                                                        |
| 2017 | Nicht jetzt Maximum               | DE20 (13 Wo.)DE | AT50 (1 Wo.)AT | CH70 (1 Wo.)CH | mit Summer Cem                                                                             |
| 2017 | Murcielago Maximum                | DE14 Platin · (20 Wo.)DE | AT48 (8 Wo.)AT | CH75 (1 Wo.)CH | Erstveröffentlichung: 10. Mai 2017 Verkäufe: + 400.000; mit Summer Cem                     |
| 2017 | Outta Control Maximum             | DE58 (3 Wo.)DE | — | — | mit Summer Cem feat. Hamza                                                                 |
| 2017 | Erdbeerwoche –                    | DE65 (2 Wo.)DE | — | — | mit Summer Cem feat. Elias                                                                 |
| 2019 | Hasso                             | DE26 (4 Wo.)DE | AT43 (3 Wo.)AT | CH61 (2 Wo.)CH | Erstveröffentlichung: 3. Februar 2019                                                      |
| 2019 | DNA Hasso                         | DE1 Platin · (18 Wo.)DE | AT1 (18 Wo.)AT | CH5 (13 Wo.)CH | Erstveröffentlichung: 15. Februar 2019 Verkäufe: + 400.000; feat. Summer Cem & Capital Bra |
| 2019 | Alleen Hasso                      | DE4 Gold · (13 Wo.)DE | AT5 (9 Wo.)AT | CH6 (8 Wo.)CH | Erstveröffentlichung: 15. März 2019 Verkäufe: + 200.000                                    |
| 2019 | Badewanne Hasso                   | DE15 (5 Wo.)DE | AT17 (3 Wo.)AT | CH37 (2 Wo.)CH | Erstveröffentlichung: 7. Juni 2019 feat. Gringo                                            |
| 2019 | Neptun Hasso                      | DE2 Gold · (9 Wo.)DE | AT1 (12 Wo.)AT | CH6 (6 Wo.)CH | Erstveröffentlichung: 19. Juli 2019 Verkäufe: + 200.000; feat. RAF Camora                  |
| 2020 | Geht nich gibs nich Maximum III   | DE4 (4 Wo.)DE | AT7 (3 Wo.)AT | CH15 (2 Wo.)CH | Erstveröffentlichung: 15. Mai 2020 mit Summer Cem                                          |
| 2020 | Fly Maximum III                   | DE4 Gold · (15 Wo.)DE | AT6 (10 Wo.)AT | CH14 (5 Wo.)CH | Erstveröffentlichung: 29. Mai 2020 Verkäufe: + 200.000; mit Summer Cem                     |
| 2020 | Valla nein! Maximum III           | DE2 (8 Wo.)DE | AT3 (6 Wo.)AT | CH7 (4 Wo.)CH | Erstveröffentlichung: 5. Juni 2020 mit Summer Cem feat. Luciano                            |
| 2020 | Geh dein Weg Maximum III+         | DE4 (5 Wo.)DE | AT6 (3 Wo.)AT | CH8 (2 Wo.)CH | Erstveröffentlichung: 10. Juli 2020 mit Summer Cem feat. Loredana                          |
| 2020 | QN Maximum III                    | DE9 (4 Wo.)DE | AT17 (2 Wo.)AT | CH29 (2 Wo.)CH | Erstveröffentlichung: 7. August 2020 mit Summer Cem                                        |
| 2020 | Wow Maximum III                   | DE26 (2 Wo.)DE | AT49 (1 Wo.)AT | CH86 (1 Wo.)CH | Erstveröffentlichung: 18. September 2020 mit Summer Cem                                    |
| 2020 | Anani bacini Maximum III          | DE23 (2 Wo.)DE | AT41 (1 Wo.)AT | CH64 (1 Wo.)CH | Erstveröffentlichung: 9. Oktober 2020 mit Summer Cem                                       |
| 2020 | Amcaoğle Maximum III+             | DE14 (3 Wo.)DE | AT24 (2 Wo.)AT | CH27 (2 Wo.)CH | Erstveröffentlichung: 30. Oktober 2020 mit Summer Cem feat. Capital Bra                    |
| 2020 | Down Maximum III++                | DE5 (6 Wo.)DE | AT16 (2 Wo.)AT | CH28 (2 Wo.)CH | Erstveröffentlichung: 20. November 2020 mit Summer Cem                                     |
| 2021 | FNFZHN Maximum Cut FNFZHN         | DE— aDE | — | — | Erstveröffentlichung: 23. April 2021 mit Summer Cem                                        |
| 2021 | Filet Mignon Rebell Army          | DE20 (2 Wo.)DE | AT41 (1 Wo.)AT | CH34 (2 Wo.)CH | Erstveröffentlichung: 6. August 2021                                                       |
| 2021 | Money Movez Rebell Army           | DE44 (1 Wo.)DE | AT74 (1 Wo.)AT | — | Erstveröffentlichung: 27. August 2021                                                      |
| 2021 | Polizei Rebell Army               | DE14 (3 Wo.)DE | AT23 (2 Wo.)AT | CH23 (2 Wo.)CH | Erstveröffentlichung: 17. September 2021 feat. Gzuz                                        |
| 2021 | Gelebt Rebell Army                | DE10 (3 Wo.)DE | AT7 (3 Wo.)AT | CH14 (2 Wo.)CH | Erstveröffentlichung: 5. November 2021 feat. RAF Camora                                    |
| 2021 | Teil von mir Rebell Army          | DE27 (2 Wo.)DE | — | CH54 (1 Wo.)CH | Erstveröffentlichung: 25. November 2021                                                    |
| 2021 | Quelle (Remix) Rebell Army        | — | — | — | Erstveröffentlichung: 6. Dezember 2021 feat. All In, Q-seng, Zek, Feys                     |
| 2021 | Sanduhr Rebell Army               | DE71 (1 Wo.)DE | — | — | Erstveröffentlichung: 16. Dezember 2021 feat. Mathea                                       |
| 2022 | Mogli Rebell Army                 | DE17 (5 Wo.)DE | AT30 (2 Wo.)AT | CH31 (2 Wo.)CH | Erstveröffentlichung: 14. Januar 2022                                                      |
| 2022 | Medizin Rebell Army               | DE74 (1 Wo.)DE | — | — | Erstveröffentlichung: 18. Februar 2022                                                     |
| 2023 | Galgen                            | DE— bDE | — | — | Erstveröffentlichung: 23. März 2023                                                        |
| 2023 | Rosenwasser Galgen                | DE32 (2 Wo.)DE | AT70 (1 Wo.)AT | CH75 (1 Wo.)CH | Erstveröffentlichung: 20. April 2023 feat. Kontra K                                        |
| 2023 | Ich weiß das Galgen               | DE— cDE | — | — | Erstveröffentlichung: 18. Mai 2023 feat. Miksu/Macloud                                     |
| 2023 | So wie davor Galgen               | DE— dDE | — | — | Erstveröffentlichung: 8. Juni 2023                                                         |
| 2024 | Daddy Is Back –                   | DE16 (3 Wo.)DE | AT36 (2 Wo.)AT | CH28 (2 Wo.)CH | Erstveröffentlichung: 11. Oktober 2024                                                     |
| 2024 | Manchmal –                        | DE18 (2 Wo.)DE | AT41 (1 Wo.)AT | CH16 (2 Wo.)CH | Erstveröffentlichung: 8. November 2024                                                     |
| 2025 | Hade –                            | DE50 (1 Wo.)DE | — | — | Erstveröffentlichung: 4. April 2025 feat. Eno & Hakim Lokman                               |
| 2025 | Bling Bling –                     | DE39 (4 Wo.)DE | — | — | Erstveröffentlichung: 25. April 2025 feat. Der Yavuz                                       |
| Folgende Lieder erschienen nicht als Single, wurden aber durch das Album zum Download und Streaming bereitgestellt und konnten somit eine Platzierung erlangen: |                                   | | | |                                                                                            |
| |                                   | | | |                                                                                            |
| 2016 | iPhone 17 Abstand                 | DE19 (17 Wo.)DE | AT59 (6 Wo.)AT | CH57 (1 Wo.)CH | feat. Moé                                                                                  |
| 2016 | Ich brauch Dich Abstand           | DE30 Gold · (2 Wo.)DE | AT72 (1 Wo.)AT | CH63 (1 Wo.)CH |                                                                                            |
| 2016 | Benz AMG Abstand                  | DE37 (2 Wo.)DE | — | — | feat. Summer Cem                                                                           |
| 2016 | Spiegel Abstand                   | DE42 (2 Wo.)DE | — | CH60 (1 Wo.)CH | feat. Kool Savas                                                                           |
| 2016 | Alpha Abstand                     | DE65 (1 Wo.)DE | — | — |                                                                                            |
| 2016 | Wunderbar Abstand                 | DE75 (1 Wo.)DE | — | — |                                                                                            |
| 2016 | Intro Abstand                     | DE80 (1 Wo.)DE | — | — |                                                                                            |
| 2016 | Sie Abstand                       | DE81 (1 Wo.)DE | — | — | feat. Frida Gold                                                                           |
| 2016 | Das bist alles nicht Du Abstand   | DE90 (1 Wo.)DE | — | — | feat. 18 Karat                                                                             |
| 2016 | Ballermann (Wildlands) Abstand    | DE94 (1 Wo.)DE | — | — | feat. Farid Bang                                                                           |
| 2017 | Voll mein Ding Maximum            | DE34 (4 Wo.)DE | AT65 (1 Wo.)AT | — | mit Summer Cem feat. Adel Tawil                                                            |
| 2017 | Tabasco Maximum                   | DE41 (3 Wo.)DE | AT64 (1 Wo.)AT | — | mit Summer Cem                                                                             |
| 2017 | Maximum                           | DE60 (2 Wo.)DE | — | CH92 (1 Wo.)CH | mit Summer Cem                                                                             |
| 2017 | Kafa bir milyon Maximum           | DE77 (1 Wo.)DE | — | — | mit Summer Cem                                                                             |
| 2017 | Pics wie ein Fan Maximum          | DE85 (1 Wo.)DE | — | — | mit Summer Cem                                                                             |
| 2017 | Focus Maximum                     | DE95 (1 Wo.)DE | — | — | Charteinstieg: 23. Juni 2017 mit Summer Cem feat. Hamza                                    |
| 2019 | Quarterback Hasso                 | DE8 (8 Wo.)DE | AT6 (7 Wo.)AT | CH12 (5 Wo.)CH | Charteinstieg: 26. April 2019                                                              |
| 2019 | In der Nacht Hasso                | DE57 (1 Wo.)DE | — | — | Charteinstieg: 26. April 2019 feat. RAF Camora & Kontra K                                  |
| 2019 | Kolibri Hasso                     | DE86 (1 Wo.)DE | — | — | Charteinstieg: 26. April 2019 feat. Ufo361                                                 |
| 2019 | Für mich da Hasso                 | DE96 (1 Wo.)DE | — | — | Charteinstieg: 26. April 2019 feat. Veysel                                                 |
| 2020 | Iron Man Maximum III              | DE17 (2 Wo.)DE | AT33 (1 Wo.)AT | CH45 (1 Wo.)CH | Charteinstieg: 23. Oktober 2020 mit Summer Cem                                             |
| 2022 | 100 km/h Rebell Army              | DE39 (1 Wo.)DE | AT72 (1 Wo.)AT | CH65 (1 Wo.)CH | Charteinstieg: 28. Januar 2022                                                             |
| 2023 | Shake Galgen                      | DE— eDE | — | — | Charteinstieg: 23. Juni 2023 feat. Summer Cem                                              |

Weitere Singles
- 2013: Dein Ex (feat. Summer Cem, DE: Gold)
- 2014: Auge
- 2014: Herzblut
- 2014: Morphium (feat. Farid Bang)

### Als Gastmusiker
| Jahr | Titel Album                              | Höchstplatzierung, Gesamtwochen, AuszeichnungChartplatzierungen (Jahr, Titel, Album, Platzierungen, Wochen, Auszeichnungen, Anmerkungen) | Höchstplatzierung, Gesamtwochen, AuszeichnungChartplatzierungen (Jahr, Titel, Album, Platzierungen, Wochen, Auszeichnungen, Anmerkungen) | Höchstplatzierung, Gesamtwochen, AuszeichnungChartplatzierungen (Jahr, Titel, Album, Platzierungen, Wochen, Auszeichnungen, Anmerkungen) | Anmerkungen                                                                                       |
| Jahr | Titel Album                              | DE | AT | CH | Anmerkungen                                                                                       |
| --- | ---------------------------------------- | --- | --- | --- | ------------------------------------------------------------------------------------------------- |
| 2017 | Bis hier und noch weiter So schön anders | DE23 Gold · (12 Wo.)DE | AT72 (2 Wo.)AT | CH97 (1 Wo.)CH | Verkäufe: + 200.000 Adel Tawil feat. KC Rebell & Summer Cem                                       |
| 2018 | Chinchilla Endstufe                      | DE11 Gold · (13 Wo.)DE | AT14 (9 Wo.)AT | CH35 (2 Wo.)CH | Verkäufe: + 200.000 Summer Cem feat. KC Rebell & Capital Bra                                      |
| 2019 | Rolex CB6                                | DE2 Gold · (17 Wo.)DE | AT1 (16 Wo.)AT | CH1 (13 Wo.)CH | Erstveröffentlichung: 12. April 2019 Verkäufe: + 200.000 Capital Bra feat. Summer Cem & KC Rebell |
| 2019 | Rollerblades Nur noch nice               | DE8 (7 Wo.)DE | AT13 (5 Wo.)AT | CH21 (3 Wo.)CH | Erstveröffentlichung: 9. August 2019 Summer Cem feat. KC Rebell                                   |
| 2020 | Andere Welt CB7                          | DE2 Gold · (16 Wo.)DE | AT2 Gold · (14 Wo.)AT | CH3 (10 Wo.)CH | Erstveröffentlichung: 24. Juli 2020 Verkäufe + 215.000; Capital Bra feat. KC Rebell & Clueso      |
| 2020 | Happy Birthday Gringoland                | DE77 (1 Wo.)DE | — | — | Erstveröffentlichung: 25. September 2020 Gringo feat. KC Rebell                                   |
| 2021 | Wenn sie ruft Futura                     | DE6 (8 Wo.)DE | AT12 (5 Wo.)AT | CH22 (3 Wo.)CH | Erstveröffentlichung: 5. Februar 2021 Miksu & Macloud feat. Veysel, KC Rebell & Ramo              |
| 2021 | Wohin –                                  | DE40 (2 Wo.)DE | — | CH72 (1 Wo.)CH | Erstveröffentlichung: 3. Dezember 2021 Bojan feat. KC Rebell & Lune                               |
| 2022 | Ich bin unterwegs Gipsy                  | DE40 (1 Wo.)DE | — | — | Erstveröffentlichung: 18. März 2022 Morpheuz feat. KC Rebell                                      |
| 2022 | Ratchet Rmx –                            | DE— fDE | — | CH— fCH | Erstveröffentlichung: 1. Juli 2022 Summer Cem feat. Dardan, KC Rebell, Nimo & Reezy               |
| 2023 | Happy Birthday –                         | DE95 (1 Wo.)DE | — | — | Erstveröffentlichung: 3. Februar 2023 Sanna feat. KC Rebell                                       |
| 2023 | Platin –                                 | DE71 (1 Wo.)DE | — | — | Erstveröffentlichung: 28. Juli 2023 Samra feat. KC Rebell                                         |
| Folgende Lieder erschienen nicht als Single, wurden aber durch das Album zum Download und Streaming bereitgestellt und konnten somit eine Platzierung erlangen: |                                          | | | |                                                                                                   |
| |                                          | | | |                                                                                                   |
| 2014 | Manchmal Breiter als der Türsteher       | DE76 (1 Wo.)DE | — | — | Majoe feat. KC Rebell & Summer Cem                                                                |
| 2016 | Pythonleder Imperator                    | DE60 (1 Wo.)DE | — | — | Kollegah feat. KC Rebell                                                                          |
| 2017 | Entertainment Anthrazit                  | DE63 (1 Wo.)DE | AT65 (1 Wo.)AT | — | RAF Camora feat. KC Rebell                                                                        |
| 2018 | Gutes Herz Berlin lebt                   | DE24 (1 Wo.)DE | AT23 (1 Wo.)AT | — | Capital Bra feat. KC Rebell                                                                       |
| 2020 | OK, OK Zenit RR                          | — | AT2 (7 Wo.)AT | CH32 (2 Wo.)CH | Charteinstieg: 19. Januar 2020 RAF Camora feat. KC Rebell                                         |

Weitere Gastbeiträge
| - 2005: Make Y’all Bounce (Hood Remix) auf Summer Cem wird ein Star von Summer Cem - 2006: Das Leben ist ein Knast auf Insallah von Manuellsen (feat. SAW) - 2008: Erste Front (feat. SAW & Kee-Rush), 3er Kombo (feat. Jaysus) und 112 Bars Runnin (feat. SAW & Kee-Rush) auf Das ist meine Welt, und ihr lebt nur darin! von Manuellsen - 2008: Wir halten durch auf Geschichten die das Leben schreibt! von Manuellsen (feat. SAW) - 2008: Pott Runnin auf Verschworen auf Leben und Pott von Manuellsen & Decino (feat. SAW & Kee-Rush) - 2010: Bozz Effekt auf Azphalt Inferno 2 von Azad - 2010: Mehr Tränen (Allstar Remix) auf M. Bilal 2010 (Shisha Café Edition) von Manuellsen - 2010: Kopfghetto auf M.Bilal 2010 von Manuellsen (feat. Chakuza) - 2010: Wo kannst du hin? auf Die Stimme der Stummen von Animus - 2011: Babas von Morgen auf Schutzgeld von Sinan-G - 2011: Street Kings Kollabo Remix auf Monster Tour von Silla - 2011: Falken auf Streben nach Glück von PA Sports (feat. Moe Phoenix) - 2011: Fick diese Welt auf Cengz von Maebouris (feat. Favorite) - 2011: Connected von Aslan - 2012: III Bosse von Attentat (feat. Chaker) - 2012: Sie ist eine Hure auf Vom Glück zurück von PA Sports (feat. Moe Phoenix) - 2012: Alle Mann Allstar RMX von Azad - 2012: Scheiss drauf von Baba Saad & SadiQ - 2013: Es muss sein auf Nero von Vega (feat. PA Sports) - 2013: Zwei Kingz auf Machtwechsel von PA Sports - 2013: Gangbang Party auf Ob du willst oder nicht von Sinan-G - 2013: Dein Ex und Auf die linke Tour auf Babas, Barbies & Bargeld von Summer Cem - 2013: Over the Top auf Majoe vs. Jasko von Majoe & Jasko - 2014: Traditionell auf Slum Dog Millionaer von Kurdo - 2014: Yellow auf Mundpropaganda von Hamad 45 - 2014: Kamagra (feat. Summer Cem) und W.Z.L.L.A.B auf H.A.Z.E von PA Sports - 2014: Disco MMA und Bitte Spitte Toi Lab (Banger Musik Remix) (feat. Majoe) auf Killa von Farid Bang - 2014: Morphium auf HAK von Summer Cem - 2015: 7Halal auf Almaz von Kurdo - 2015: Maskierte Hunde auf Animal von Bero Bass - 2015: Banger Imperium auf Asphalt Massaka 3 von Farid Bang (feat. Summer Cem, Majoe, Jasko & Al-Gear) | - 2015: Sommer auf Eiskalter Engel von PA Sports (feat. Kurdo) - 2015: Ghetto VIP auf Gewachsen auf Beton von BTNG - 2015: Hip Hop auf Breiter als 2 Türsteher von Majoe (feat. Farid Bang) - 2016: Pilot auf Cemesis von Summer Cem - 2016: Pussy auf Cemesis (Kapitel 1: Summer der Hammer EP) von Summer Cem - 2016: Die üblichen Verdächtigen auf Verbrecher aus der Wüste von Kurdo - 2016: Killn auf Wenn kommt dann kommt von Jasko - 2016: Puste aus auf Zurück zum Glück von PA Sports - 2016: Wenn der Mond in mein Ghetto kracht 2 auf Raubtier von Massiv (feat. Summer Cem) - 2016: Alles hat sein Sinn auf Blut von Farid Bang - 2016: Der Letzte an der Bar auf Der Letzte an der Bar von Henning Wehland (feat. Xavier Naidoo & Sarah Connor) - 2016: Baby ich bin ein Rapper auf Essahdamus von Kool Savas - 2017: Lass uns gehen auf Auge des Tigers von Majoe - 2017: EWDRG und Banger Imperium auf Auge des Tigers (Gipfeltreffen EP) von Majoe (feat. Farid Bang, Jasko, Summer Cem, 18 Karat & Play69) - 2017: Zwölf auf Instinkt von Kianush - 2017: Psycho auf Pusha von 18 Karat - 2017: Wir sind das Volk auf Großstadtdschungel von Olli Banjo - 2018: Offensiv auf Babylon von Play69 - 2018: Dort wo ich steh auf Geld Gold Gras von 18 Karat - 2018: Fan von mir auf Gift von Eunique - 2018: AMA auf VALUT von La Honda - 2018: Chinchilla RMX auf Endstufe (Evolution EP) von Summer Cem (feat. Capital Bra) - 2018: Kopf ist gut auf Frontal von Majoe - 2018: Heute gemacht von Capital Bra - 2019: Immer weiter auf Jackpott von Sinan-G - 2019: Bye bye bye auf Kugelsicherer Jugendlicher von Play69 - 2019: Money auf Je m’appelle Kriminell von 18 Karat - 2019: Swiss Made auf Wave von Ufo361 - 2021: Cheffetage auf Lockdown von Majoe & Silva - 2021: Was will man mehr auf Hitman 2 von Veysel (feat. Summer Cem) - 2022: Geisterstadt und Ich bin unterwegs auf Gipsy von Morpheuz |

## Musikvideos
| - 2008: Kinder des Zorns (mit PA Sports als SAW) (feat. Jonesmann) - 2008: Schicksalsschlag (mit PA Sports als SAW) - 2009: Grausam (mit PA Sports als SAW) (feat. Manuellsen & Moe Phoenix) - 2010: Ghettosoul (mit PA Sports als SAW) (Halt die Fresse 02 Nr. 63) - 2010: Patte Her / Asozialer Kerl (Thug Life – Meine Stadt „Ruhrpott“ (Part 35)) - 2010: Gebrochene Flügel (feat. Chakuza & Moe Phoenix) - 2011: Falken (PA Sports feat. KC Rebell & Moe Phoenix) - 2011: Fick die Welt (Maebouris feat. KC Rebell & Favorite) - 2011: Kurdistan (feat. Merdan Biter) - 2011: Braveheart (Halt die Fresse 03 Nr. 141) - 2011: Waffenarsenal - 2011: Sieh es endlich ein (feat. Moe Phoenix) - 2011: Dein Mann (feat. Moe Phoenix) - 2011: Connected (Aslan feat. KC Rebell) - 2012: III Bosse (Attentat feat. KC Rebell & Chaker) - 2012: Rotblaues Licht - 2012: Amina Koyim - 2012: Rosen - 2012: Geschichten ausm Block - 2012: Meine Geschichte (Halt die Fresse 04 Nr. 223) - 2012: Ein ganz normaler Tag - 2012: KC Rebell - 2012: Alle Mann Allstar RMX (Azad feat. KC Rebell) - 2012: Bounce - 2012: Ich bin krank - 2012: Scheiss drauf (Baba Saad & SadiQ feat. KC Rebell) - 2013: Kanax in Paris (feat. Farid Bang) - 2013: Anhörung - 2013: Sky is the Limit / Raprebellizzzy (Splitvideo) - 2013: Entscheidung - 2013: 600Benz Remix (feat. Summer Cem) - 2013: Auf die linke Tour (Summer Cem feat. KC Rebell) - 2013: Dein Ex (Summer Cem feat. KC Rebell) - 2014: Kanax in Moskau (feat. Farid Bang) - 2014: Herzblut - 2014: Hayvan (feat. Summer Cem) - 2014: Auge - 2014: Rap Rebellution - 2014: Zu spät (feat. Juh-Dee) - 2014: Egoist RMX (feat. Kollegah & Majoe) - 2014: Morphium (Summer Cem feat. KC Rebell) | - 2015: Fata Morgana (feat. Xavier Naidoo) - 2015: Alles & Nichts - 2015: Augenblick (feat. Summer Cem) - 2015: Kanax in Tokyo (feat. Farid Bang) - 2015: Bist du real (feat. Moé) - 2015: Money / Hasso (Splitvideo) - 2015: Ghetto VIP (BTNG feat. KC Rebell) - 2015: Hip Hop (Majoe feat. KC Rebell & Farid Bang) - 2016: Puste aus (PA Sports feat. KC Rebell) - 2016: Dizz da - 2016: Der Letzte an der Bar (Henning Wehland feat. KC Rebell, Xavier Naidoo & Sarah Connor) - 2016: Paper - 2016: Leer - 2016: Mosquitos - 2016: TelVision (feat. PA Sports, Kianush & Kollegah) - 2016: Ich brauch dich - 2016: Nächstes Mal (Summer Cem feat. KC Rebell) - 2016: EWDRG (Majoe feat. KC Rebell, Farid Bang, Jasko, Summer Cem, 18 Karat & Play69) - 2016: iPhone 17 (feat. Moé) - 2017: Ballermann (Wildlands) (feat. Farid Bang) - 2017: Zwölf (Kianush feat. KC Rebell) - 2017: Bis hier und noch weiter (Adel Tawil feat. KC Rebell & Summer Cem) - 2017: Nicht jetzt (mit Summer Cem) - 2017: Murcielago (mit Summer Cem) - 2017: Tabasco (mit Summer Cem) - 2017: Du musst mir geben (mit Summer Cem) - 2017: Voll mein Ding (mit Summer Cem feat. Adel Tawil) - 2017: AMA (La Honda feat. KC Rebell) - 2018: Chinchilla (Summer Cem feat. KC Rebell & Capital Bra) - 2018: Heute gemacht (Capital Bra feat. KC Rebell) - 2019: Hasso - 2019: DNA (feat. Summer Cem & Capital Bra) - 2019: Alleen - 2019: Quarterback - 2019: Badewanne (feat. Gringo) - 2019: Neptun (feat. RAF Camora) - 2020: Geht nich gibs nich (mit Summer Cem) - 2020: Valla nein! (mit Summer Cem feat. Luciano) - 2020: Geh dein Weg (mit Summer Cem feat. Loredana) - 2020: QN (mit Summer Cem) |

## Sonderveröffentlichungen
Samplerbeiträge
- 2007: New Kids on the Block, Pt. II auf Juice CD Volume 75 (Juice Exclusive mit diversen Rappern)
- 2010: Ghettosoul auf Halt die Fresse 2 (Aggro.TV)

## Mit SAW
SAW (die Abkürzung steht für „Schwarz auf weiß“) war ein Rapduo bestehend aus KC Rebell und PA Sports.
- 2006: Schwarz auf weiß (Mixtape, Shrazy Records)
- 2008: Kinder des Zorns (Shrazy Records)

Als Gastmusiker
- 2006: Das Leben ist ein Knast auf Insallah von Manuellsen
- 2007: All Star auf Aus Liebe zum Spiel von Snaga & Pillath
- 2008: Wir halten durch auf Geschichten die das Leben schreibt von Manuellsen
- 2010: Bozz Effekt auf Azphalt Inferno 2 von Azad
- 2010: Übernehmen deine Stadt auf M. Bilal 2010 – Shisha Café Edition von Manuellsen

## Statistik

### Chartauswertung
|                     | DE     | AT    | CH    |
| ------------------- | ------ | ----- | ----- |
| Nummer-eins-Alben   | DE5DE  | AT3AT | CH4CH |
| Top-10-Alben        | DE8DE  | AT7AT | CH7CH |
| Alben in den Charts | DE10DE | AT8AT | CH9CH |

|                       | DE     | AT     | CH     |
| --------------------- | ------ | ------ | ------ |
| Nummer-eins-Singles   | DE1DE  | AT3AT  | CH1CH  |
| Top-10-Singles        | DE15DE | AT12AT | CH7CH  |
| Singles in den Charts | DE78DE | AT44AT | CH43CH |

### Auszeichnungen für Musikverkäufe
Anmerkung: Auszeichnungen in Ländern aus den Charttabellen bzw. Chartboxen sind in ebendiesen zu finden.
| Land/RegionAuszeichnungen für Musikverkäufe (Land/Region, Auszeichnungen, Verkäufe, Quellen) | Gold       | Platin     | Verkäufe  | Quellen           |
| -------------------------------------------------------------------------------------------- | ---------- | ---------- | --------- | ----------------- |
| Deutschland (BVMI)                                                                           | 11× Gold11 | 2× Platin2 | 2.750.000 | musikindustrie.de |
| Österreich (IFPI)                                                                            | Gold1      | —          | 15.000    | ifpi.at           |
| Insgesamt                                                                                    | 12× Gold12 | 2× Platin2 |           |                   |